# Tim LaHaye
Timothy F. "Tim" LaHaye, född 27 april 1926 i Detroit, Michigan, död 25 juli 2016 i San Diego, Kalifornien, var en amerikansk pastor, författare och politisk lobbyist. Time Magazine utnämnde honom till en av landets 25 inflytelserikaste evangelikaler och Evangelical Studies Bulletin kallade honom 2001 för den mest inflytelserika kristna ledaren under det senaste kvartsseklet.
LaHaye tjänstgjorde i flygvapnet under andra världskriget. Sedan studerade han vid Bob Jones University och Western Seminary och började arbeta som pastor vid Scott Memorial Baptist Church i San Diego 1958. Han grundade San Diego Christian College 1971 och har donerat stora summor pengar till Jerry Falwells Liberty University. Under 1980-talet slutade han arbeta som pastor för att istället koncentrera sig på politik och skrivande. 1981 grundade han den hemlighetsfulla konservativa organisationen Council for National Policy. Han har också grundat American Coalition for Traditional Values och Coalition for Religious Freedom. Han inspirerade också Jerry Falwell att grunda Moral Majority och bidrog till att få den kristna högern att stödja George W. Bush i presidentvalskampanjen år 2000.
LaHaye har skrivit ett stort antal böcker om bland annat teologi, eskatologi, homosexualitet och kristen självhjälp. Hans eskatologiska uppfattning är, liksom bland andra Hal Lindseys, pretribulationistisk, det vills äga att kristna kommer att ryckas upp till himlen i det så kallade uppryckandet, varpå antikrist tar makten på jorden, innan Jesus återkommer efter sju års vedermödor för att upprätta sitt tusenårsrike innan domedagen. Detta är grunden till romanserien Lämnad kvar (Left Behind), som skrivits av Jerry B. Jenkins efter LaHayes idéer. Dessa böcker har blivit mycket populära i USA men har också fått kritik, både av litteraturkritker och andra kristna som anser att de bygger på en felaktig tolkning av Uppenbarelseboken. LaHaye har grundat The Pre-Tribulation Research Center och The Institute for Creationist Research.
Efter framgångarna med Lämnad kvar har han grundat en ny bokserie, Babylon Rising. Böckerna i denna serie har skrivits av Greg Dinallo (bok 1) och Bob Phillips (bok 2-4). En senare bokserie, The End, bestående av fyra böcker, skrevs med hjälp av Craig Parshall.
Tim LaHaye var gift med Beverly LaHaye, som också är författare. Tillsammans med sin man skrev hon The Act of Marriage (1976). Hon har även skrivit romaner tillsammans med Terri Blackstock. Beverly LaHaye är också grundare till den kristna och konservativa aktivistgruppen Concerned Women for America.
Enligt LaHaye är den sekulära humanismen en sammansvärjning av onda makter som försöker undertrycka den sanna kristendomen och förgöra den amerikanska familjen, ledd av 600 senatorer och alla icke-kristna läroverk och ett antal stora organisationer som American Civil Liberties Union.